# Hakan Şükür
Hakan Şükür (Adapazarı, 1 de setembre de 1971) és un exfutbolista turc.
Un dels golejadors turcs més destacats de la història, va rebre el sobrenom de Kral (rei). Amb el Galatasaray SK es proclamà campió de la Copa de la UEFA l'any 2000. Aquest mateix any fou fitxat per l'Inter de Milà però no triomfà, jugant més tard amb el Parma FC i el Blackburn Rovers, abans de retornar al Galatasaray el 2003.
Amb la selecció de Turquia acabà tercer al Mundial de Corea i Japó 2002. Marcà el gol més ràpid de la història del Mundial de futbol en 10.8 segons. Ha disputat també la Copa del Món de 2006 i ha jugat més de 100 partits amb la selecció.
El 10 de maig de 2008, amb el seu gol 249 es convertí en el màxim golejador de la història de la lliga turca superant Tanju Çolak. Fou escollit Golden Player de Turquia, com el millor jugador del país dels darrers 50 anys.

## Palmarès

### Galatasaray SK
- - Copa de la UEFA 1: 2000
  - Lliga turca de futbol 8: 1992-93, 1993-94, 1996-97, 1997-98, 1998-99, 1999-00, 2005-06, 2007-08
  - Copa turca de futbol: 1993, 1996, 1999, 2000, 2005
  - Copa President turca de futbol: 1993, 1996, 1997
  - Copa del Primer Ministre turca de futbol: 1995
  - Copa TSYD: 1993, 1998, 1999, 2000

### Parma FC
- - Copa italiana de futbol: 2002

### Sakaryaspor
- - Copa turca de futbol: 1988

### Bursaspor
- - Copa del Primer Ministre turca de futbol: 1992

### Selecció turca
- Copa del Món de futbol 2002: 3a posició

### Individual
- Màxim golejador de la lliga turca de futbol: 1996/1997, 1997/1998, 1998/1999